# 王雲鷺
王雲鷺（1537年—？），字翀孺，號見河，河南歸德府夏邑縣人，民籍，明朝政治人物。

## 生平
嘉靖四十三年（1564年）甲子科河南鄉試第十六名舉人。隆慶五年（1571年）中式辛未科會試第二百五十七名，三甲第一百六十八名進士。户部觀政，授潞安府推官，萬曆五年（1577年）升南京户部主事，八年升南礼部郎中，九年调南吏部考功司郎中，丁憂歸。十二年复除兵部，十三年升扬州府知府，十七年调簡，改任登州府知府，二十年致仕。

## 家族
曾祖王文，壽官；祖父王肅時；父王尚貞，七品散官。母朱氏；繼母張氏。永感下。兄王雲鴈，太医院吏目；王雲鸑，嘉靖丙午举人、贡士；王雲鷟；王雲鹥。